# セント・イノック駅
座標: 北緯55度51分25秒 西経4度15分21秒 / 北緯55.85694度 西経4.25583度
セント・イノック駅（セント・イノックえき）はスコットランドグラスゴーに位置するグラスゴー地下鉄の駅である。
開業当初の駅については、建築家のジェームズ・ミラーによって建築された。

## 駅構造

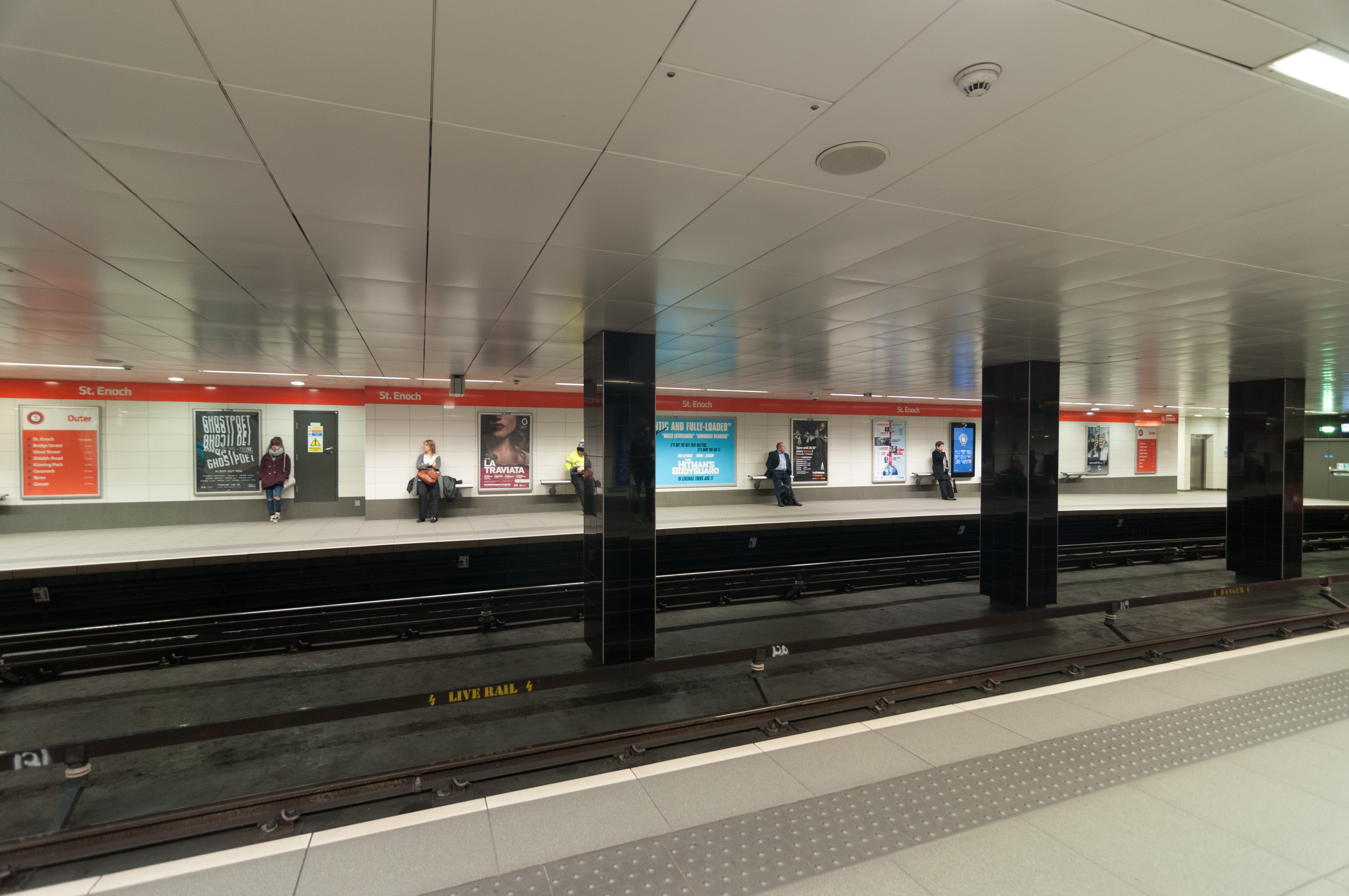
ホーム

相対式ホーム2面2線を有する地下駅。

## 駅周辺
当駅はグラスゴーの市街地の中心に位置する。
- グラスゴー・セントラル駅
- セント・イノック・センター

## 歴史
- 1896年12月14日 - 開業。
- 1977年 - 大規模工事開始。
- 1980年 - 大規模工事終了。

## 利用状況
- 2005年の1年間の乗車人員は191万人である。

## 隣の駅
■グラスゴー地下鉄
ブキャナン・ストリート駅 - セント・イノック駅 - ブリッジ・ストリート駅